# Lijst van afleveringen van A Touch of Frost
Dit is een lijst met afleveringen van de Engelse televisieserie A Touch of Frost. De serie telt 15 seizoenen. Een overzicht van alle afleveringen is hieronder te vinden.

## Seizoen 1
| Nr. | Titel aflevering    | Uitzenddatum UK  | Samenvatting |
| --- | ------------------- | ---------------- | --- |
| 1   | Care and Protection | 6 december 1992  | Een klein meisje wordt vermist. Als men de omgeving uitkamt, vindt men in het bos een lijk dat er al jaren moet hebben gelegen. Het onderzoek naar de overval op een geldtransport, 30 jaar eerder, wordt heropend. |
| 2   | Not with Kindness   | 13 december 1992 | De 15-jarige Paula die door haar moeder als vermist is opgegeven, wordt dood aangetroffen. Ze was niet op school aangekomen na een ruzie met haar moeder en stiefvader en ze had haar krantenwijk niet afgemaakt.   |
| 3   | Conclusions         | 20 december 1992 | Een oude man wordt aangereden en overlijdt aan zijn verwondingen. De eigenaar van de auto beweert dat zijn auto gestolen was. Diezelfde avond was er een overval op het casino. Beide zaken lijken vast te lopen.   |

## Seizoen 2
| Nr. | Titel aflevering      | Uitzenddatum UK | Korte samenvatting |
| --- | --------------------- | --------------- | --- |
| 1   | A Minority of One     | 9 januari 1994  | Frost leidt het onderzoek naar een serie inbraken. Er zijn sterke aanwijzingen dat de daders gezocht moeten worden onder de zwarte bewoners van een buurt waar raciale spanningen zijn. De zwarte rechercheur Tanner komt het team ondersteunen. Natalie Bell, de "verklikster" die Frost over criminele zaken informeerde, wordt vermoord. DC Tanner en DI Frost onderzoeken die zaak ook. |
| 2   | Widows and Orphans    | 16 januari 1994 | Een bejaarde dame wordt bij een inbraak ernstig mishandeld. Dit leidt tot haar dood. Het geval staat niet op zichzelf. Er lijkt een seriemoordenaar rond te lopen. |
| 3   | Nothing to Hide       | 23 januari 1994 | In een openbaar toilet wordt een junk dood aangetroffen. Hij was een bekende van de politie en blijkt te zijn vermoord. De familie weet niet met wie de jongen omging. Het enige aanknopingspunt is het telefoonnummer dat op het gips om de arm van de jongen te lezen staat. |
| 4   | Stranger in the House | 30 januari 1994 | Na een reeks verkrachtingen binnenshuis wordt een meisje onderweg van haar werk naar huis het slachtoffer. Diezelfde avond wordt de vermissing van een 17-jarig meisje gemeld en wordt een 15-jarig meisje verkracht in het bos. De laatste weet een goede beschrijving te geven van de taxichauffeur die haar naar haar zeggen gepakt heeft. Aan het einde vraagt Frost WPC Wallace om hulp, die haar leven in gevaar brengt. Ondertussen wordt Frost door zijn baas onder druk gezet naar Londen te gaan om een bijeenkomst bij te wonen van mensen die net als hij zijn onderscheiden wegens getoonde moed. |

## Seizoen 3
| Nr. | Titel aflevering   | Uitzenddatum UK | Korte samenvatting |
| --- | ------------------ | --------------- | --- |
| 1   | Appropriate Adults | 8 januari 1995  | Billy Conrad is al twintig maar door zijn verstandelijke handicap, voelt hij zich erg thuis bij jongere kinderen. Die willen ook graag met hem spelen. Als de achtjarige Tricia Martin verdwijnt, valt de verdenking al snel op Billy. Hij is 's middags nog met haar gezien vlak bij de Benningfield bossen. Billy wordt meegenomen voor verhoor. Als hij hoort dat ze dood is, bekent hij dat hij het heeft gedaan. Frost gelooft niet dat Billy de moordenaar is. |
| 2   | Quarry             | 15 januari 1995 | Regelmatig worden in Denton jachtpartijen georganiseerd. Te paard jaagt de rijke familie Ormrod met vrienden door de bossen. Ze worden daarbij gehinderd door de plaatselijke activisten voor dierenrechten. Dit keer valt er een dode onder de activisten. Frosts onderzoek beperkt zich niet alleen tot de activisten, het brengt hem ook in contact met de familie Ormrod en hun eigenzinnige dochter Ruth.                                                       |
| 3   | Dead Male One      | 22 januari 1995 | Als Frost op een rustige zondagmiddag in de tuin aan het werk is, wordt hij weggeroepen. Er is een dode man in een operatiehemd aangetroffen in de rivier. Vlak daarna volgt de melding dat een jonge voetballer in coma is geraakt na een klap tegen zijn hoofd tijdens de wedstrijd. |
| 4   | No Refuge          | 29 januari 1995 | Bill Boxley is de eigenaar van een flessenfabriek. De zaken gaan goed en dat is misschien de aanleiding voor een inbraak met geweld waarbij de boekhouder dodelijk gewond raakt. Boxley weet een vrij gedetailleerde beschrijving van een van de inbrekers te geven en Frost gaat ermee aan de slag. Dan wordt Boxley bedreigd. Hoewel hij niet erg bang is uitgevallen, vraagt hij Jack Frost om bescherming.                                                       |

## Seizoen 4
| Nr. | Titel aflevering          | Uitzenddatum UK | Korte samenvatting |
| --- | ------------------------- | --------------- | --- |
| 1   | Paying the Price          | 7 januari 1996  | Door zijn eigen nalatigheid gaat Frosts huis in vlammen op. Bijna gelijktijdig komt er een melding van een ontvoering binnen. Sue Venables heeft een brief ontvangen waarin dertigduizend pond wordt geëist voor het leven van haar zus Pauline. Frost vindt het vreselijk om te moeten zien hoe wanhopig Sue is. Hij raakt gespannen en gefrustreerd omdat hij zo weinig aanknopingspunten heeft.                                              |
| 2   | Unknown Soldiers          | 14 januari 1996 | Frost, die zijn intrek heeft genomen in een kamer boven een Indiaas restaurant krijgt verschillende zaken op te lossen. Tijdens een inval op zoek naar drugs neemt hij de 19-jarige Steven mee, omdat deze hem bedreigt met een pistool. Vlak bij een militair oefenterrein wordt een geldtransport overvallen en na een oefening blijkt een van de soldaten echt doodgeschoten. Frost krijgt weinig medewerking van de militaire autoriteiten. |
| 3   | Fun Times for Swingers    | 21 januari 1996 | Frost maakt kennis met de wereld van de mannelijke escorts als hij de uitzonderlijke zelfmoord van een vrouw onderzoekt. De man met wie ze waarschijnlijk een verhouding had, wordt de dag erna vermoord aangetroffen. |
| 4   | The Things We Do for Love | 28 januari 1996 | Frost belandt in een van de buitenwijken van Denton wanneer daar een jonge vrouw in haar auto is vermoord. Het is een moeilijke zaak, want niemand in de omgeving heeft iets gezien. |
| 5   | Deep Waters               | 4 februari 1996 | Bij een roofoverval op een postkantoor is de vrouw van de eigenaar neergestoken. Al snel worden er twee verdachten gearresteerd. Tot zijn ergernis kan Frost niks bewijzen. Intussen leidt hij ook het onderzoek naar een studente die van de trap is geduwd. Ze blijkt niet de eerste te zijn die is aangevallen. |

## Seizoen 5
| Nr. | Titel aflevering  | Uitzenddatum UK  | Korte samenvatting |
| --- | ----------------- | ---------------- | --- |
| 1   | Penny for the Guy | 9 februari 1997  | Een ontvoerder dreigt zijn slachtoffer te doden als een rijke supermarkteigenaar niet met een half miljoen aan losgeld over de brug komt. Deze ziet de publiciteitswaarde hiervan in en stemt toe, maar eist wel dat de politie erbuiten blijft. |
| 2   | House Calls       | 16 februari 1997 | Iemand dringt huizen binnen om kinderen te injecteren met water, wat de dood tot gevolg heeft. Een aantal jaren terug heeft Frost voor ditzelfde misdrijf ene Sydney Snell gearresteerd. Hij blijkt teruggekeerd naar Denton en alle aanwijzingen leiden in zijn richting. Desondanks weigert Frost hem te arresteren. Kort daarop wordt de moord op twee kinderen gerapporteerd. |
| 3   | True Confessions  | 23 februari 1997 | Jeanette Barr is verdronken in de rivier; het lijkt zelfmoord. Frost hoort van haar echtgenoot James dat zij een relatie had met Richard Sheridan. Deze zegt de relatie op de dag van haar dood te hebben beëindigd. Frost herinnert zich een onderzoek naar de dood van James Barrs eerste vrouw, tien jaar geleden. Hij ontdekt in de archieven een getuigenverklaring die hij nooit heeft gezien. |
| 4   | No Other Love     | 2 maart 1997     | Er moeten bezuinigingen doorgevoerd worden en Mullett zet George Toolan op die moeilijke zaak. Hij eist van George dat hij iemand wegbezuinigt bij de recherche, iemand met een hoge functie en een hoog salaris. Hij vormt zijn eis zo dat George op Frost uit moet komen. Een oude vrouw vermoordt haar man met een mes; het blijkt dat er diepe relationele problemen achter zitten. Een pandjesbaas is ondertussen in zijn winkel beroofd. Inspecteur Frost heeft de stellige indruk dat de man de overvaller kende, maar deze laat niets los. Daarom verhoort Frost ook de andere leden van het gezin, de drie kinderen en de inwonende ouders van de pandjesbaas. De volgende dag blijkt hij te zijn doodgeschoten. Zijn 15-jarige dochter is verdwenen, maar de 16-jarige zoon is gewoon naar zijn werk gegaan. Een ander bezoek aan de familie leidt tot een schokkende climax, die Frosts leven definitief zal veranderen. |

## Seizoen 6
| Nr. | Titel aflevering | Uitzenddatum UK | Korte samenvatting |
| --- | ---------------- | --------------- | --- |
| 1   | Appendix Man     | 7 maart 1999    | Frost kan weer terecht in zijn huis dat na de brand is opgeknapt. Hij is nog steeds op ziekteverlof nadat hij zo kapot was door de dood van zijn maatje en collega D.C. Barnard. Dan wordt hij door Mullett teruggeroepen van verlof voor een ingewikkelde zaak. In het appartement van een dode zijn de vingerafdrukken gevonden van een man die al meer dan een jaar daarvoor dood in de rivier werd aangetroffen. Aan het einde van de aflevering besluit Frost om gewoon weer aan het werk te gaan. Hij trekt zijn ontslag weer in om verder te kunnen in zijn leven. |
| 2   | One Man's Meat   | 14 maart 1999   | In deze aflevering krijgt Frost de beschikking over een politiehond waar hij op moet passen en die hem zal helpen in de moordzaken. Hij onderzoekt twee sterfgevallen. Het ene draait om een thuisloos tienermeisje dat dood in de rivier is aangetroffen. Ze is bont en blauw geslagen. Het andere gaat om de dood van een milieu-inspecteur. Het onderzoek leidt Frost naar een vleesverwerkende fabriek. |
| 3   | Private Lives    | 21 maart 1999   | Een vrouw ligt ernstig gewond op straat. In kritieke toestand wordt ze overgebracht naar het ziekenhuis. Het lijkt erop dat iemand is doorgereden na een ongeluk. Frosts onderzoek legt een geheim leven bloot. |
| 4   | Keys to the Car  | 28 maart 1999   | De auto van een vriend van chef Mullett is gestolen. Frost wordt belast met de opsporing. Als de auto terecht is, wordt de zaak echter gecompliceerd. Er ligt immers een lijk in de kofferbak. Het is Richard Dearne, een plaatselijke drugsdealer met een connectie met Nederland. Hij stond altijd laag op de prioriteitenlijst van de politie. |

## Seizoen 7
| Nr. | Titel aflevering     | Uitzenddatum UK  | Korte samenvatting |
| --- | -------------------- | ---------------- | --- |
| 1   | Line of Fire: Part 1 | 25 december 1999 | Politieagent Tim Fox wordt doodgeschoten teruggevonden naast zijn auto, waarin zich een aanzienlijk geldbedrag bevindt. Voor Frost is dit een aardige kluif om zich in vast te bijten. Hij moet wel eerst zijn chef Mullett ervan overtuigen dat hij en niet Finley het onderzoek moet gaan leiden. Diverse gesprekken met de weduwe van Fox zetten Frost op een spoor.                                                                                        |
| 2   | Line of Fire: Part 2 | 1 januari 2000   | Nadat Frost het onderzoek heeft gestart, gebeuren er merkwaardige dingen. Iemand schijnt er plezier in te hebben, huisdieren dood te schieten. Frost ontdekt dat het een en ander met elkaar in verband kan staan. Als een man uit een kolencentrale dood wordt aangetroffen, komt Frost dicht bij de ontknoping. Uiteindelijk vraagt Detective Inspector Frost WPC Cavanaugh om hulp. Cavanaugh brengt daarbij zonder het zelf te weten haar leven in gevaar. |

## Seizoen 8
| Nr. | Titel aflevering             | Uitzenddatum UK | Korte samenvatting |
| --- | ---------------------------- | --------------- | --- |
| 1   | Benefit of the Doubt: Part 1 | 14 januari 2001 | Frost en zijn team hebben een lastig karwei op te knappen als een vrouw onder een trein terechtkomt. Uit het onderzoek blijkt dat er nog een trein moet zijn geweest. Wie was deze vrouw en waarom liep ze op de rails? Intussen maakt Dr. Helena Gibson zich niet bijzonder geliefd bij haar ziekenhuiscollega's. Ze is allesbehalve te spreken over de kwaliteit van het personeel. |
| 2   | Benefit of the Doubt: Part 2 | 15 januari 2001 | De overgeplaatste assistent van Frost, raakt gewond. Dan loopt er nog iemand rond die zich voor doet als Frost, maar in werkelijkheid een bedrieger is. Frost lost ook de zaak op van de raadselachtige doden in het ziekenhuis. Maar wie is de moordenaar van dr. Gibson? |

## Seizoen 9
| Nr. | Titel aflevering          | Uitzenddatum UK | Korte samenvatting |
| --- | ------------------------- | --------------- | --- |
| 1   | Mistaken Identity: Part 1 | 27 januari 2002 | Een koppel wordt het slachtoffer van een brute moord in hun eigen huis. Frost krijgt in de zaak hulp van een profielmaker. Zij blijkt meer bij de zaak betrokken te zijn dan iedereen zich realiseert. Frost heeft ook een nieuwe assistent, die hij meteen tegen zich in het harnas weet te jagen. |
| 2   | Mistaken Identity: Part 2 | 28 januari 2002 | Frost en zijn team, ontdekken dat de moorden met dingen uit het verleden te maken kunnen hebben. Ondertussen wordt Frost verliefd op Pam Hartley, de profielmaker. |

## Seizoen 10
| Nr. | Titel aflevering | Uitzenddatum UK   | Korte samenvatting |
| --- | ---------------- | ----------------- | --- |
| 1   | Hidden Truth     | 19 januari 2003   | Frost beschermt een kroongetuige en haar zoon in een beschermde woning. Een scherpschutter mist de getuige op een haar na, maar verwondt wel een politieagente. De opgepakte verdachte blijkt een waterdicht alibi te hebben, er schuilt een verrader in de politiegelederen en er is iets mis met de verklaringen van de kroongetuige.           |
| 2   | Close Encounters | 3 maart 2003      | In een groeve wordt het lichaam van een beveiligingsman gevonden. Volgens de hoofdverdachte, een autistische jongeman, waren de moordenaars buitenaardse wezens. Frost zoekt echter niet in de ruimte, maar in de riolen van Dentons verleden. |
| 3   | Held in Trust    | 14 september 2003 | Er wordt een jongetje vermist en de vraag is of hij is ontvoerd of weggelopen. Tijdens het onderzoek komt het van kwaad tot erger, een man die een connectie heeft met de familie van het jongetje wordt doodgereden, kinderen in Denton worden lastiggevallen en er wordt een jongetje dood gevonden. En dan begaat Frost een fatale stommiteit… |

## Seizoen 11
| Nr. | Titel aflevering    | Uitzenddatum UK  | Korte samenvatting |
| --- | ------------------- | ---------------- | --- |
| 1   | Another Life        | 26 oktober 2003  | Frost gaat weer aan het werk en wordt geconfronteerd met een moordzaak: een man werd met steekwonden gedood. Het slachtoffer leidde een dubbelleven want uit het onderzoek blijkt dat hij over meerdere auto’s beschikte en verder blijken ook andere betrokkenen niet te zijn wie ze lijken. Er wordt ook een lichaam in delen gevonden, een van de voeten blijkt echter niet van het slachtoffer te zijn. |
| 2   | Dancing in the Dark | 22 februari 2004 | Op een berg glas in een milieustraat wordt het lijk van een man gevonden. Een gouden tand is de enige clou voor zijn identiteit. Er blijkt echter geen overeenkomst te zijn met vermiste personen. Tijdens het onderzoek duikt in de hotelkamer van een rijke zakenman het lijk op van een escortdame. Wat hebben vervalste paspoorten en illegale Poolse immigranten met de zaak te maken?                 |

## Seizoen 12
| Nr. | Titel aflevering      | Uitzenddatum UK   | Korte samenvatting |
| --- | --------------------- | ----------------- | --- |
| 1   | Near Death Experience | 25 september 2005 | Brigadier George Toolan raakt gewond als hij en zijn teamchef Frost proberen te verhinderen dat een jonge man zelfmoord pleegt. Mevrouw Toolan reageert haar bezorgdheid om haar man af op Frost. Terwijl George is opgenomen in het ziekenhuis moet Frost op zoek naar een vervangende brigadier. Bovendien wordt Frost tot zijn afgrijzen opgescheept met een psychologe, die zo haar eigen plannen heeft. Ondertussen zijn een weduwe en haar dochter in huis aangevallen. De dochter is overgebracht naar het ziekenhuis, haar moeder is overleden. Hoofdverdachte is een voormalige minnaar, terwijl ook de lokale pastoor een vreemde rol lijkt te spelen. |

## Seizoen 13
| Nr. | Titel aflevering   | Uitzenddatum UK | Korte samenvatting |
| --- | ------------------ | --------------- | --- |
| 1   | Endangered Species | 5 november 2006 | Als een koppel terugkeert van vakantie vinden zij een dode naakte man in hun bed. Tevens onderzoekt Frost de moord op een man die op een oude boerderij dood is gevonden, zijn identiteit is niet bekend. Op de boerderij werden exotische bedreigde diersoorten verhandeld. In een vijver bij de boerderij vindt de politie de resten van een persoon die is aangevallen door een krokodil. |

## Seizoen 14
| Nr. | Titel aflevering       | Uitzenddatum UK | Korte samenvatting |
| --- | ---------------------- | --------------- | --- |
| 1   | Mind Games             | 12 oktober 2008 | Carl Meyers wordt vrijgelaten na een gevangenisstraf van 20 jaar wegens moord op de 14-jarige Jane Crewes. Zij verdween destijds spoorloos, met haar vriendin Harriet. Meyers is ook de verdachte van de moord op Harriet, maar zijn schuld werd nooit bewezen. Frost was indertijd betrokken bij het onderzoek en wordt nu geconfronteerd met familie van de meisjes, die Meyers uit hun buurt willen hebben. Na de vondst van Harriet volgt een bizarre ontknoping.                                                                                           |
| 2   | Dead End               | 19 oktober 2008 | Frost moet samenwerken met DS Marsh, een politieagente die hem ooit heeft laten schorsen voor de wijze waarop hij een zaak had aangepakt. Maar de twee zullen hun meningsverschillen moeten overwinnen als ze resultaat willen boeken in het onderzoek naar een vermiste buschauffeur en zijn conductrice, én een moord op een kinderanimator |
| 3   | In The Public Interest | 26 oktober 2008 | Er worden drie naakte mannen gevonden die begraven zijn in de vorm van een driehoek. Jack Frost en sergeant George Toolan zoeken uit of het te maken heeft met satanistische rituelen. Ondertussen probeert de multimiljonair en zakenman James Callum het stadje Denton over te nemen. Hij is van plan er zijn hoofdkwartier te vestigen. Via een smerige campagne wil hij de eigenaar van een jongerenclub dwingen om hem zijn land te verkopen. Dit leidt zelfs al tot een zelfmoordpoging. Frost moet Callum stoppen voor er echt slachtoffers gaan vallen. |

## Seizoen 15
| Nr. | Titel aflevering         | Uitzenddatum UK | Korte samenvatting |
| --- | ------------------------ | --------------- | --- |
| 1   | If Dogs Run Free, Part 1 | 4 april 2010    | Wanneer DI Jack Frost samenwerkt met RSPCA inspecteur Christine Moorhead bij een inval met een wreed hondengevecht, heeft dat onverwachte en dodelijke gevolgen. Een jongen wordt vermoord bij een steekpartij en de vader van de verdachte doet er alles aan om de enige getuige - Christine - ervan te weerhouden te getuigen tegen zijn zoon. |
| 2   | If Dogs Run Free, Part 2 | 5 april 2010    | Het verleden haalt Frost op meerdere fronten in. Als er een serie misdrijven wordt gepleegd, raakt hoofdinspecteur Mullett ervan overtuigd dat het leven van zijn veteraan Frost gevaar loopt. Er moeten nu twee moordenaars gepakt worden, maar dat gebeurt pas nadat er opnieuw een tragedie heeft plaatsgevonden.                             |